# Моральный нигилизм
Моральный нигилизм (также известный как этический нигилизм) — метаэтическая позиция, согласно которой ничто по сути не может быть моральным или аморальным. Например, моральный нигилист считает, что убийство, независимо от его причин и обстоятельств, нельзя считать плохим или хорошим поступком. С точки зрения морального нигилизма, мораль — искусственное построение, сложный набор правил, придерживаясь которых, можно достичь определённых выгод: психологических, социальных, экономических, но говорить об истинности этих правил нельзя, потому что придать смысл этому утверждению невозможно.
Моральный нигилизм близок, но не тождественен моральному релятивизму, который признаёт за высказываниями, касающимися морали, возможность быть истинными или ложными в субъективном смысле (в зависимости от принятой точки зрения, защищающей чьи-то интересы), но не допускает их объективной истинности.
Как моральному нигилизму, так и моральному релятивизму противостоят: моральный абсолютизм, считающий, что определённые поступки моральны или аморальны объективно, независимо от причин, обстоятельств или интересов тех, кто их совершает; утилитаризм, для которого истинность моральных установок проявляется в их полезности
и моральный универсализм, для которого различия в интересах и обычаях определённых сообществ и отдельных людей, провоцирующие разногласия (и иногда нигилизм) в сфере морали — явление преодолимое (и поэтому временное), поскольку основные принципы всех жизнеспособных моральных систем по существу одинаковы[a].

## Формы морального нигилизма
Согласно Sinnott-Armstrong (2006a), основной тезис морального нигилизма звучит так: «можно все» (или «нет ничего аморального»: «nothing is morally wrong») (§ 3.4). На практике эта идея обычно принимает одну из следующих двух форм (см. Sinnott-Armstrong, 2006b, pp. 32–37 и Russ Shafer-Landau, 2003, pp. 8–13) теория ошибок и экспрессивизм:292.

### Экспрессивизм
Это одна из форм морального нигилизма. Экспрессивизм отрицает тезис, что наши моральные суждения пытаются описать реальность, поскольку экспрессивисты считают, что когда кто-то говорит о моральности или аморальности, он говорит не о реальности, а о своих чувствах. Становясь на такую позицию, экспрессивисты говорят так: «Мы не пытаемся описывать мир, оценивать моральную сторону каких-то действий, мотивов, или линий поведения. Мы только демонстрируем свои эмоции, требуем от других определённых действий или предлагаем план действий. Когда мы, например, осуждаем пытки, мы просто выражаем своё отвращение к этому явлению, демонстрируем наше нежелание участвовать в нём и поддержку всем, кто чувствует то же. Чтобы так поступать нам не нужно утверждать, что что-то хорошо или плохо.»:293.
Это делает экспрессивизм формой некогнитивизма — точки зрения, согласно которой моральные суждения не могут быть истинными или ложными. Это включает отрицание когнитивистского тезиса, что моральные суждения пытаются «описывать определённые черты окружающего мира» (Garner 1967, 219—220). Формально эта позиция логически совместима с реализмом в отношении моральных ценностей, поскольку можно считать, что объективно моральные ценности существуют, но мы не можем их выражать из-за недостатков своего языка.
Как правило, все же отрицание когнитивистского тезиса сопровождается непризнанием за моральными суждениями способности описывать факты (van Roojen, 2004). Но если моральные суждения не могут быть истинными, то некогнитивизм означает, что никакое понимание морали невозможно (Garner 1967, 219—220).
Тем не менее, не все формы некогнитивизма являются формами морального нигилизма: например, универсальный прескриптивизм Р. М. Хейр является некогнитивистской формой морального универсализма.

### Теория ошибок
Теория ошибок строится на следующих трёх положениях:
1. Не бывает моральных фактов; ничто не хорошо и не плохо.
2. Как следствие, не бывает истинных моральных суждений; тем не менее,
3. Наши моральные суждения пытаются, но всегда безуспешно, описать моральную сторону вещей.

В результате мы все время впадаем в ошибку, рассуждая о морали. Мы пытаемся понять правду, высказывая моральные суждения, но, поскольку правды в таких вопросах быть не может, все наши суждения ошибочны. Эти три принципа приводят к выводу, что и суждения о морали и моральные ценности никакого смысла не имеют. Суждения о морали требуют истины. Если не существует истинной морали, то не имеют смысла и суждения о морали. Отсюда исходит, что моральные ценности совершенно иллюзорны.

Сторонники теории ошибок совмещают когнитивистский тезис, что язык морали содержит утверждения, которые могут признаваться истинными, с нигилистским тезисом, что моральных фактов не существует. Как сам моральный нигилизм, однако, теория ошибок представлена в более, чем в одной форме.

### Глобальное заблуждение
Утверждает, что моральные убеждения и суждения ложны в своём утверждении, что определённые моральные факты существуют, в то время как они на самом деле не существуют. Дж. Л. Мэкки (1977) приводит доводы в пользу этой формы морального нигилизма. Мэкки считает, что моральные суждения являются истинными только если существуют моральные качества, которые мотивируют от природы, но есть веские причины полагать, что таких моральных качеств не существует.

### Поражение предпосылок
Вторая форма теории ошибок утверждает, что моральные убеждения и суждения не являются истинными потому, что не истинны и не ложны. Это не форма нонкогнитивизма, так как моральные суждения все ещё считаются имеющими истинное значение (то есть либо истинными, либо ложными). Скорее, эта форма утверждает, что моральные убеждения и суждения предполагают существование моральных фактов, которые в действительности не существуют. Это аналогично предположению поражения в случае неморальных суждений. Примите, к примеру, утверждение, что нынешний король Франции лысый. Некоторые спорят, что это утверждение имеет истинное значение, потому оно принимает логичной формы суждения, но оно ни истинное, ни ложное, потому что оно предполагает, что во Франции сейчас есть король, а его нет. Это суждение страдает «поражением предпосылок». Ричард Джойс (2001) приводит доводы в пользу этой формы морального нигилизма под названием «фикционализм».

## Моральные нигилисты в истории
Философия Никколо Макиавелли считается примером морального нигилизма, хотя этот взгляд иногда оспаривается. Его книга Государь (The Prince) часто восхваляет жестокость и обман, что в своё время шокировало современников Макиавелли, воспитанных на моральных ценностях христианства. По Макиавелли, государь обязан дистанцироваться от традиционной морали, преследуя государственные интересы. Одновременно, в некоторых своих работах он говорит, что успешному правителю удобнее руководствоваться языческими добродетелями, чем христианскими. Это приводится иногда как довод в пользу суждения, что Макиавелли был не нигилистом, а скорее сторонником другой этической системы, чем та, что доминировала в его окружении в его время.
Более удачным примером морального нигилизма может считаться Фрасимах, портретируемый Платоном в Государстве. Фрасимах утверждает, в частности, что законы справедливости служат тем, кто имеет власть в политике и общественных институтах. Суждения Фрасимаха, тем не менее, также можно понимать, как скорее призыв к пересмотру традиционных взглядов, чем как отрицание морали вообще.
Джонатан Гловер (Jonathan Glover) приводит параллель между высказываниями некоторых ранних афинских авторов, сторонников «аморализма», понимаемого как моральный реализм, и этическими взглядами Иосифа Сталина.[b]